# Fitzwilliam Museum
Fitzwilliam Museum – muzeum sztuki i starożytności położone w Cambridge, w Anglii. Jest odwiedzane przez około 470 000 osób rocznie. Stoi na czele zrzeszającego 16 muzeów konsorcjum University of Cambridge Museums, finansowanego przez Arts Council England.